# الأمن النووي الموحد
الأمن النووي الموحد هو مقاول فيدرالي أمريكي. هم واحد من أكبر 100 مقاول فيدرالي في الولايات المتحدة.

## نظرة عامة
يدير الأمن النووي الموحد مجمع Y-12 للأمن القومي  ومصنع بانتكس. 
الأمن النووي الموحد مملوك لشركاتها الأعضاء بكتل و لايدوس و أنظمة إطلاق ATK و شركة نفط الجنوب ذ . بوز ألين هاميلتون هم مقاولين من الباطن كفريق. 